# اصاله نصری
اصاله مصطفی حاتم نصری (۱۵ مهٔ ۱۹۶۹) خواننده و بازیگر سوری است. او در شهر دمشق به دنیا آمد. پدر او مصطفی نصری از خوانندگان فولکوریک مشهور سوریه بود. اصاله از ابتدای کودکی الفبای موسیقی را نزد پدرش آموخت. اوج معرفیت و ابتدای مسیر حرفه‌ای با آلبوم لو تعرفوا بود که در سال ۱۹۹۳ میلادی بود. او در ابتدا با ایمن الذهبی ازدواج نمود و حاصل ازدواج آنها در سال ۱۹۹۲ یک دختر بنام شام و در سال ۱۹۹۸ یک پسر به نام خالد است. پس از طلاق از ایمن الذهبی در سال ۲۰۰۵، در ۲۷ مارس ۲۰۰۶ با طارق العریان کارگردان مشهور عربی ازدواج کرد و در مه ۲۰۱۱ صاحب یک دوقلو به نام‌های آدم و علی شدند. آنها در در طول زندگی حرفه‌ای اصاله جوایز بسیاری کسب نمود و در سال ۲۰۲۰ از طارق العریان طلاق گرفت. او در حال حاضر سال ۲۰۲۱با مدیرعامل ماجد المهندس فائق حسن ازدواج کرد.

## جوایز
- جایزه بهترین بازیگر سال ۱۹۹۴ میلادی در دبی
- جایزه اوسکار خاورمیانه (الفارس الذهبی) سال ۱۹۹۵ میلادی
- جایزه آهنگ عربی برای بهترین آهنگ به عربی فحصیح در ابوظبی سال ۱۹۹۶ میلادی
- جایزه آهنگ سال در دومین جشنواره بین‌المللی قاهره ۱۹۹۶ میلادی
- جایزه بهترین خواننده زن در نظرسنجی دارالبیان که توسط مجله الأسرة والریاضة والشباب و(MBC) در سال ۱۹۹۷ میلادی برگزار شد.
- جائزه الهیئة العامة للإذاعة والتلفزیون لعام ۱۹۹۷م.
- جائزه همه‌پرسی دارالبیان الذی أجرته مجلة الأسرة جلة الأسرة والریاضة والشباب و(MBC) لعام ۹۸ م کأفضل مطربة.
- جائزة هیئة الإذاعة والتلفزیون فی الإمارات لعام ۱۹۹۸م ·
- جائزة الشرق الأوسط بمصر لعام ۱۹۹۸م.
- درع شکر وتقدیر من المهرجان الغنائی الوطنی الأول فی بیروت لعام ۱۹۹۹م·
- جائزة استفتاء دارالبیان الذی أجرته مجلة الأسرة والریاضة والشباب و(MBC) لعام ۱۹۹۹ م کأفضل مطربة.
- جائزة الشرق الأوسط بمصر لعام ۱۹۹۹ م.
- جائزة من إذاعة الإمارات FM لعام ۱۹۹۹ م.
- جائزة الشرق الأوسط بمصر لعام ۲۰۰۰ م.
- جائزة استفتاء دارالبیان الذی أجرته مجلة الأسرة والریاضة والشباب و(MBC) لعام ۲۰۰۰ م کأفضل مطربة.
- إهداء من إدارة الشؤون المعنویة بجمهوریة مصر العربیة وکذلک جائزة العطاء لعام ۲۰۰۰م.
- جائزة العطاء لعام ۲۰۰۰م (Arab American Music, Arts & Literature Award 2000).
- جائزة کأفضل فنانة عربیة حسب الاستفتاء الخاص بمجلة زهرة الخلیج لعام ۲۰۰۱ م.
- کثیر من أغانیها نالت إعجاب الجماهیر وفازت بالمرتبة الأولی لعام ۲۰۰۱ م.
- جائزة من قبل اللبنانیین عبر الإحصاءات آلتی أجرتها Statistcs Lebanon کأفضل مطربة عربیة للعام ۲۰۰۱ م.
- کما أن کثیر من أغانیها نالت إعجاب الجماهیر أیضا وفازت بالمرتبة الأولی لعام ۲۰۰۲ م.
- جائزة أوسکارالجمهور من مجلة السینما والناس (Lebanese American Foundation).
- جائزة مهداة من إدارة الشؤون المعنویة فی جمهوریة مصر العربیة ·
- جائزتین مهداتین من عمدة ولایة لاس فیغاس، وولایة نیوجیرسی الأمیریکیتین
- جائزة أفضل مطربة لعام ۲۰۰۵–۲۰۰۶ م.
- جائزة المیوریکس دور کأفضل مطربة عربیة ۲۰۰۷ م.
- جائزة ART کأفضل مطربة عربیة ۲۰۰۸ م.

## آلبوم‌ها
- فی قربک ۲۰۱۹ میلادی
- مهتمة بالتفاصیل ۲۰۱۷ میلادی
- أعلق الدنیا ۲۰۱۶ میلادی
- ۶۰ دقیقة حیاة ۲۰۱۵ میلادی
- شخصیة عنیدة ۲۰۱۲ میلادی
- قانون کیفک ۲۰۱۰ میلادی
- نص حالة ۲۰۰۸ میلادی
- سواها قلبی ۲۰۰۷ میلادی
- حیاتی ۲۰۰۶ میلادی
- عادی ۲۰۰۵ میلادی
- أوقات ۲۰۰۴ میلادی
- بین الامل والخوف ۲۰۰۴ میلادی
- قد الحروف ۲۰۰۳ میلادی
- مشتاقة ۲۰۰۲ میلادی
- یا أخی اسال ۲۰۰۱ میلادی
- یمین الله ۲۰۰۰ میلادی
- یا مجنون ۱۹۹۹ میلادی
- قلبی بیرتاحلک ۱۹۹۸ میلادی
- المشتکی ۱۹۹۷ میلادی
- |رحل ۱۹۹۷ میلادی
- ارجعلها ۱۹۹۶ میلادی
- شط الحنان ۱۹۹۶ میلادی
- ولاتصدق ۱۹۹۵ میلادی
- غیار قوی ۱۹۹۵ میلادی
- لسة ۱۹۹۵ میلادی
- إغضب ۱۹۹۴ میلادی
- توأم الروح ۱۹۹۴ میلادی
- لو تعرفوا ۱۹۹۳ میلادی
- بینک وبینی ۱۹۹۲ میلادی